# Ghosteen
Ghosteen je sedmnácté studiové album australské rockové skupiny Nick Cave and the Bad Seeds. Vyšlo 4. října roku 2019. Jde o dvojalbum o celkové délce bezmála 70 minut. Skupina na albu pracovala již v září 2018, tehdy informaci o nahrávání v Los Angeles přinesla Caveova manželka. Cave sám v lednu 2019 prohlásil, že deska je téměř hotová. Detaily o albu byly zveřejněny v září 2019.

## Seznam skladeb
1. The Spinning Song – 4:43
2. Bright Horses – 4:52
3. Waiting for You – 3:54
4. Night Raid – 5:07
5. Sun Forest – 6:46
6. Galleon Ship – 4:14
7. Ghosteen Speaks – 4:02
8. Leviathan – 4:47
9. Ghosteen – 12:10
10. Fireflies – 3:23
11. Hollywood – 14:12

## Obsazení
- Nick Cave – zpěv, klavír, syntezátor, doprovodné vokály
- Warren Ellis – syntezátor, smyčky, flétna, housle, klavír, doprovodné vokály
- Thomas Wydler – bicí
- Martyn P. Casey – baskytara
- Jim Sclavunos – vibrafon, perkuse
- George Vjestica – kytara